# Bois-le-Roi (Eure)
Bois-le-Roi (localmente, Bois-le-Roy) es una comuna francesa situada en el departamento de Eure, en la región de Normandía.

## Demografía
| 338 | 301 | 350 | 500 | 793 | 815 | 1238 |
| Para los censos de 1962 a 1999 la población legal corresponde a la población sin duplicidades (Fuente: INSEE [Consultar]) |     |     |     |     |     |      |